# محطة فلينسبورغ الرادارية
محطة فلينسبورغ الرادارية، اختصارا: FuG 227 كانت محطة رادار ألمانية طورت من قبل مجموعةسيمنز وهالسكه وقدمت للخدمة في ربيع عام 1944. اعتمدت المحطة على لاقط هوائي ثنائي القطب وكان الرادار حساسا للموجات ذات نطاق التردد العالي جدا (WHF band) بترددات بين 170 و 220 ميغا هيرتز (م.ه.) وللتوافقيات لرادار مونيكا البالغ ترددها 300 م.ه. سمحت هذه المحطة للمقاتلات الألمانية الليلية بتجاوز رادار مونيكا الإنذاري التابعلسلاح الجو الملكي البرايطاني.
في صباح يوم 13 يوليو من عام 1944، هبطت عن طريق الخطأ مقاتلة ليلية من طراز Junkers Ju 88G-1  وموجهة من قبل رادار فلينسبورغ في منطقة تابعة لسلاح الجو البريطاني. بعد تحليل علماء عسكريين لمعدات الطائرة، تمت ملاحظة هدفها وإمكانياتها في التخفي عن رادار مونيكا. بعد ذلك، تم توجيه الأمر بإيقاف الطلعات العسكرية لقاذفات القنابل من محطة مونيكا وتحويلها.
فيما بعد، تم تحديث نسخ أخرى من رادار فلينسبورغ (من فلينسبورغ 2 إلى فلينسبورغ 6)، ودخل الخدمة منها النسخة 2 والنسخة 3.

## وصلات خارجية
- تقرير التحليل على Ju 88 في وودبريدج (PDF format; 44 kB)